# Tango dels cavalls
El tango dels cavalls, també conegut com a defensa mexicana o defensa Kevitz-Trajkovic, és una obertura d'escacs que comença amb les jugades:
1.d4 Cf6
2.c4 Cc6
Aquesta posició es pot assolir també per transposició, per exemple: 1. d4 Cc6, 2.c4 Cf6, o bé 1. c4 Cc6. 2.d4 Cf6
|  |

## Història
L'obertura tingué el seu origen els anys 1920, quan va ser jugada en una partida entre el GM mexicà Carlos Torre (d'aquí el nom de "defensa mexicana") i el mestre estatunidenc Alexander Kevitz (el "Kevitz" del nom "defensa Kevitz-Trajkovic"). Torre va usar-la per vèncer en una famosa partida el llavors Campió dels Estats Units Frank James Marshall en només set moviments. Fou jugada posteriorment pel mestre iugoslau Mihailo Trajkovic i pel Gran Mestre soviètic Anatoli Lútikov.
Després de dècades d'obscuritat, l'obertura fou revitalitzada pel Mestre Internacional Georgi Orlov, qui en va publicar un article el 1992 i un llibre el 1998. Orlov va rebatejar l'obertura com a "Tango dels cavalls"
Des de 1992, han fet servir l'obertura alguns forts Grans Mestres, com ara Victor Bologan, Joel Benjamin, Larry Christiansen, i Alex Yermolinsky. Fins i tot, Yermolinsky la va provar contra Garri Kaspàrov.

## Idees principals
Tot i que és bastant poc comuna, el "Tango" té unes més profundes bases posicionals que d'altres obertures: les negres es desenvolupen ràpidament, tenen una flexible estructura de peons, i estan preparades per colpejar al centre amb 3...e5, o bé amb ...e6 i ...d5. L'obertura té algunes variants diferents, però és altament transposicional, i pot acabar transposant a l'índia de rei, la nimzoíndia, la bogoindia, la Txigorin, el sistema Ragozin, la catalana, i l'anglesa.

## Continuacions possibles

### 3.Cf3
El moviment més comú, que evita 3...e5. Les negres normalment contesten amb 3...e6, tot i que 3...d6, intentant una mena de defensa índia antiga, també seria possible. Després de 3...e6, les blanques poden fer 4.Cc3 Ab4 (transposant a la Nimzoíndia); 4.a3, quan les negres poden triar entre 4...d5 (assolint una mena de gambit de dama refusat o un sistema Ragozin), o bé 4...d6 preparant 5...e5 o fins i tot 5...g6 ("duta a l'èxit per Bologan", segons Palliser), assolint una mena d'índia de rei; o 4.g3, quan les negres poden transposar a l'obertura catalana amb 4...d5, recomanada per Palliser o 4...Ab4+, preferida per Orlov, que transposa a una Nimzoíndia després de 5.Cc3, o a una Bogoíndia després de 5.Ad2 o 5.Cbd2.

### 3.Cc3
Aquest és el segon moviment més popular per les blanques. Després de la temàtica 3...e5, una possibilitat per les blanques és 4.Cf3, transposant a una obertura anglesa. Palliser recomana 4...e4 !? com a resposta, mentre Orlov prefereix 4...exd4 5.Cxd4 Ab4. En canvi, la línia principal és 4.d5 Ce7. Ara la partida hauria de continuar a la manera "Tango", per exemple amb 5.Cf3 Cg6, o bé transposar a la defensa índia de rei amb, per exemple, 5.Cf3 d6 6.e4 (6.Ag5!?) g6 7.Ae2 Ag7 8.0-0 0-0, assolint la línia principal de l'índia de rei per transposició.
Una altra idea interessant però relativament inexplorada és 3...e6, permetent que les blanques facin 4.e4 (altres moviments com ara 4.d5, 4.Ag5, 4.a3, 4.f3, i 4.Cf3 també són possibles), a la qual les negres seguirien amb 4...d5. A partir d'aquesta posició, les possibilitats principals són 5.e5 (la línia principal), 5.exd5, 5.cxd5, i 5.Ag5. Aquestes possibilitats també es poden assolir via transposició a partir de la variant Flohr-Mikenas de l'obertura anglesa (1.c4 Cf6 2.Cc3 e6 3.e4), tot i que si les negres volen jugar així, l'orde de jugades òptim és 1.d4 Cf6 2.c4 e6 3.Cc3 Cc6.

### 3.d5
|   | a | b | c | d | e | f | g | h |   |
| 8 | a8 negres torre · c8 negres alfil · e8 negres rei · h8 negres torre · a7 negres peó · b7 negres peó · c7 negres peó · d7 negres peó · f7 negres peó · g7 negres peó · h7 negres peó · g6 negres cavall · d5 blanques peó · e5 blanques peó · b4 negres alfil · f4 blanques peó · h4 negres dama · d3 blanques alfil · f3 blanques cavall · g3 negres cavall · a2 blanques peó · b2 blanques peó · d2 blanques alfil · h2 blanques peó · a1 blanques torre · b1 blanques cavall · d1 blanques dama · e1 blanques rei · h1 blanques torre | a8 negres torre · c8 negres alfil · e8 negres rei · h8 negres torre · a7 negres peó · b7 negres peó · c7 negres peó · d7 negres peó · f7 negres peó · g7 negres peó · h7 negres peó · g6 negres cavall · d5 blanques peó · e5 blanques peó · b4 negres alfil · f4 blanques peó · h4 negres dama · d3 blanques alfil · f3 blanques cavall · g3 negres cavall · a2 blanques peó · b2 blanques peó · d2 blanques alfil · h2 blanques peó · a1 blanques torre · b1 blanques cavall · d1 blanques dama · e1 blanques rei · h1 blanques torre | a8 negres torre · c8 negres alfil · e8 negres rei · h8 negres torre · a7 negres peó · b7 negres peó · c7 negres peó · d7 negres peó · f7 negres peó · g7 negres peó · h7 negres peó · g6 negres cavall · d5 blanques peó · e5 blanques peó · b4 negres alfil · f4 blanques peó · h4 negres dama · d3 blanques alfil · f3 blanques cavall · g3 negres cavall · a2 blanques peó · b2 blanques peó · d2 blanques alfil · h2 blanques peó · a1 blanques torre · b1 blanques cavall · d1 blanques dama · e1 blanques rei · h1 blanques torre | a8 negres torre · c8 negres alfil · e8 negres rei · h8 negres torre · a7 negres peó · b7 negres peó · c7 negres peó · d7 negres peó · f7 negres peó · g7 negres peó · h7 negres peó · g6 negres cavall · d5 blanques peó · e5 blanques peó · b4 negres alfil · f4 blanques peó · h4 negres dama · d3 blanques alfil · f3 blanques cavall · g3 negres cavall · a2 blanques peó · b2 blanques peó · d2 blanques alfil · h2 blanques peó · a1 blanques torre · b1 blanques cavall · d1 blanques dama · e1 blanques rei · h1 blanques torre | a8 negres torre · c8 negres alfil · e8 negres rei · h8 negres torre · a7 negres peó · b7 negres peó · c7 negres peó · d7 negres peó · f7 negres peó · g7 negres peó · h7 negres peó · g6 negres cavall · d5 blanques peó · e5 blanques peó · b4 negres alfil · f4 blanques peó · h4 negres dama · d3 blanques alfil · f3 blanques cavall · g3 negres cavall · a2 blanques peó · b2 blanques peó · d2 blanques alfil · h2 blanques peó · a1 blanques torre · b1 blanques cavall · d1 blanques dama · e1 blanques rei · h1 blanques torre | a8 negres torre · c8 negres alfil · e8 negres rei · h8 negres torre · a7 negres peó · b7 negres peó · c7 negres peó · d7 negres peó · f7 negres peó · g7 negres peó · h7 negres peó · g6 negres cavall · d5 blanques peó · e5 blanques peó · b4 negres alfil · f4 blanques peó · h4 negres dama · d3 blanques alfil · f3 blanques cavall · g3 negres cavall · a2 blanques peó · b2 blanques peó · d2 blanques alfil · h2 blanques peó · a1 blanques torre · b1 blanques cavall · d1 blanques dama · e1 blanques rei · h1 blanques torre | a8 negres torre · c8 negres alfil · e8 negres rei · h8 negres torre · a7 negres peó · b7 negres peó · c7 negres peó · d7 negres peó · f7 negres peó · g7 negres peó · h7 negres peó · g6 negres cavall · d5 blanques peó · e5 blanques peó · b4 negres alfil · f4 blanques peó · h4 negres dama · d3 blanques alfil · f3 blanques cavall · g3 negres cavall · a2 blanques peó · b2 blanques peó · d2 blanques alfil · h2 blanques peó · a1 blanques torre · b1 blanques cavall · d1 blanques dama · e1 blanques rei · h1 blanques torre | a8 negres torre · c8 negres alfil · e8 negres rei · h8 negres torre · a7 negres peó · b7 negres peó · c7 negres peó · d7 negres peó · f7 negres peó · g7 negres peó · h7 negres peó · g6 negres cavall · d5 blanques peó · e5 blanques peó · b4 negres alfil · f4 blanques peó · h4 negres dama · d3 blanques alfil · f3 blanques cavall · g3 negres cavall · a2 blanques peó · b2 blanques peó · d2 blanques alfil · h2 blanques peó · a1 blanques torre · b1 blanques cavall · d1 blanques dama · e1 blanques rei · h1 blanques torre | 8 |
| 7 | a8 negres torre · c8 negres alfil · e8 negres rei · h8 negres torre · a7 negres peó · b7 negres peó · c7 negres peó · d7 negres peó · f7 negres peó · g7 negres peó · h7 negres peó · g6 negres cavall · d5 blanques peó · e5 blanques peó · b4 negres alfil · f4 blanques peó · h4 negres dama · d3 blanques alfil · f3 blanques cavall · g3 negres cavall · a2 blanques peó · b2 blanques peó · d2 blanques alfil · h2 blanques peó · a1 blanques torre · b1 blanques cavall · d1 blanques dama · e1 blanques rei · h1 blanques torre | a8 negres torre · c8 negres alfil · e8 negres rei · h8 negres torre · a7 negres peó · b7 negres peó · c7 negres peó · d7 negres peó · f7 negres peó · g7 negres peó · h7 negres peó · g6 negres cavall · d5 blanques peó · e5 blanques peó · b4 negres alfil · f4 blanques peó · h4 negres dama · d3 blanques alfil · f3 blanques cavall · g3 negres cavall · a2 blanques peó · b2 blanques peó · d2 blanques alfil · h2 blanques peó · a1 blanques torre · b1 blanques cavall · d1 blanques dama · e1 blanques rei · h1 blanques torre | a8 negres torre · c8 negres alfil · e8 negres rei · h8 negres torre · a7 negres peó · b7 negres peó · c7 negres peó · d7 negres peó · f7 negres peó · g7 negres peó · h7 negres peó · g6 negres cavall · d5 blanques peó · e5 blanques peó · b4 negres alfil · f4 blanques peó · h4 negres dama · d3 blanques alfil · f3 blanques cavall · g3 negres cavall · a2 blanques peó · b2 blanques peó · d2 blanques alfil · h2 blanques peó · a1 blanques torre · b1 blanques cavall · d1 blanques dama · e1 blanques rei · h1 blanques torre | a8 negres torre · c8 negres alfil · e8 negres rei · h8 negres torre · a7 negres peó · b7 negres peó · c7 negres peó · d7 negres peó · f7 negres peó · g7 negres peó · h7 negres peó · g6 negres cavall · d5 blanques peó · e5 blanques peó · b4 negres alfil · f4 blanques peó · h4 negres dama · d3 blanques alfil · f3 blanques cavall · g3 negres cavall · a2 blanques peó · b2 blanques peó · d2 blanques alfil · h2 blanques peó · a1 blanques torre · b1 blanques cavall · d1 blanques dama · e1 blanques rei · h1 blanques torre | a8 negres torre · c8 negres alfil · e8 negres rei · h8 negres torre · a7 negres peó · b7 negres peó · c7 negres peó · d7 negres peó · f7 negres peó · g7 negres peó · h7 negres peó · g6 negres cavall · d5 blanques peó · e5 blanques peó · b4 negres alfil · f4 blanques peó · h4 negres dama · d3 blanques alfil · f3 blanques cavall · g3 negres cavall · a2 blanques peó · b2 blanques peó · d2 blanques alfil · h2 blanques peó · a1 blanques torre · b1 blanques cavall · d1 blanques dama · e1 blanques rei · h1 blanques torre | a8 negres torre · c8 negres alfil · e8 negres rei · h8 negres torre · a7 negres peó · b7 negres peó · c7 negres peó · d7 negres peó · f7 negres peó · g7 negres peó · h7 negres peó · g6 negres cavall · d5 blanques peó · e5 blanques peó · b4 negres alfil · f4 blanques peó · h4 negres dama · d3 blanques alfil · f3 blanques cavall · g3 negres cavall · a2 blanques peó · b2 blanques peó · d2 blanques alfil · h2 blanques peó · a1 blanques torre · b1 blanques cavall · d1 blanques dama · e1 blanques rei · h1 blanques torre | a8 negres torre · c8 negres alfil · e8 negres rei · h8 negres torre · a7 negres peó · b7 negres peó · c7 negres peó · d7 negres peó · f7 negres peó · g7 negres peó · h7 negres peó · g6 negres cavall · d5 blanques peó · e5 blanques peó · b4 negres alfil · f4 blanques peó · h4 negres dama · d3 blanques alfil · f3 blanques cavall · g3 negres cavall · a2 blanques peó · b2 blanques peó · d2 blanques alfil · h2 blanques peó · a1 blanques torre · b1 blanques cavall · d1 blanques dama · e1 blanques rei · h1 blanques torre | a8 negres torre · c8 negres alfil · e8 negres rei · h8 negres torre · a7 negres peó · b7 negres peó · c7 negres peó · d7 negres peó · f7 negres peó · g7 negres peó · h7 negres peó · g6 negres cavall · d5 blanques peó · e5 blanques peó · b4 negres alfil · f4 blanques peó · h4 negres dama · d3 blanques alfil · f3 blanques cavall · g3 negres cavall · a2 blanques peó · b2 blanques peó · d2 blanques alfil · h2 blanques peó · a1 blanques torre · b1 blanques cavall · d1 blanques dama · e1 blanques rei · h1 blanques torre | 7 |
| 6 | a8 negres torre · c8 negres alfil · e8 negres rei · h8 negres torre · a7 negres peó · b7 negres peó · c7 negres peó · d7 negres peó · f7 negres peó · g7 negres peó · h7 negres peó · g6 negres cavall · d5 blanques peó · e5 blanques peó · b4 negres alfil · f4 blanques peó · h4 negres dama · d3 blanques alfil · f3 blanques cavall · g3 negres cavall · a2 blanques peó · b2 blanques peó · d2 blanques alfil · h2 blanques peó · a1 blanques torre · b1 blanques cavall · d1 blanques dama · e1 blanques rei · h1 blanques torre | a8 negres torre · c8 negres alfil · e8 negres rei · h8 negres torre · a7 negres peó · b7 negres peó · c7 negres peó · d7 negres peó · f7 negres peó · g7 negres peó · h7 negres peó · g6 negres cavall · d5 blanques peó · e5 blanques peó · b4 negres alfil · f4 blanques peó · h4 negres dama · d3 blanques alfil · f3 blanques cavall · g3 negres cavall · a2 blanques peó · b2 blanques peó · d2 blanques alfil · h2 blanques peó · a1 blanques torre · b1 blanques cavall · d1 blanques dama · e1 blanques rei · h1 blanques torre | a8 negres torre · c8 negres alfil · e8 negres rei · h8 negres torre · a7 negres peó · b7 negres peó · c7 negres peó · d7 negres peó · f7 negres peó · g7 negres peó · h7 negres peó · g6 negres cavall · d5 blanques peó · e5 blanques peó · b4 negres alfil · f4 blanques peó · h4 negres dama · d3 blanques alfil · f3 blanques cavall · g3 negres cavall · a2 blanques peó · b2 blanques peó · d2 blanques alfil · h2 blanques peó · a1 blanques torre · b1 blanques cavall · d1 blanques dama · e1 blanques rei · h1 blanques torre | a8 negres torre · c8 negres alfil · e8 negres rei · h8 negres torre · a7 negres peó · b7 negres peó · c7 negres peó · d7 negres peó · f7 negres peó · g7 negres peó · h7 negres peó · g6 negres cavall · d5 blanques peó · e5 blanques peó · b4 negres alfil · f4 blanques peó · h4 negres dama · d3 blanques alfil · f3 blanques cavall · g3 negres cavall · a2 blanques peó · b2 blanques peó · d2 blanques alfil · h2 blanques peó · a1 blanques torre · b1 blanques cavall · d1 blanques dama · e1 blanques rei · h1 blanques torre | a8 negres torre · c8 negres alfil · e8 negres rei · h8 negres torre · a7 negres peó · b7 negres peó · c7 negres peó · d7 negres peó · f7 negres peó · g7 negres peó · h7 negres peó · g6 negres cavall · d5 blanques peó · e5 blanques peó · b4 negres alfil · f4 blanques peó · h4 negres dama · d3 blanques alfil · f3 blanques cavall · g3 negres cavall · a2 blanques peó · b2 blanques peó · d2 blanques alfil · h2 blanques peó · a1 blanques torre · b1 blanques cavall · d1 blanques dama · e1 blanques rei · h1 blanques torre | a8 negres torre · c8 negres alfil · e8 negres rei · h8 negres torre · a7 negres peó · b7 negres peó · c7 negres peó · d7 negres peó · f7 negres peó · g7 negres peó · h7 negres peó · g6 negres cavall · d5 blanques peó · e5 blanques peó · b4 negres alfil · f4 blanques peó · h4 negres dama · d3 blanques alfil · f3 blanques cavall · g3 negres cavall · a2 blanques peó · b2 blanques peó · d2 blanques alfil · h2 blanques peó · a1 blanques torre · b1 blanques cavall · d1 blanques dama · e1 blanques rei · h1 blanques torre | a8 negres torre · c8 negres alfil · e8 negres rei · h8 negres torre · a7 negres peó · b7 negres peó · c7 negres peó · d7 negres peó · f7 negres peó · g7 negres peó · h7 negres peó · g6 negres cavall · d5 blanques peó · e5 blanques peó · b4 negres alfil · f4 blanques peó · h4 negres dama · d3 blanques alfil · f3 blanques cavall · g3 negres cavall · a2 blanques peó · b2 blanques peó · d2 blanques alfil · h2 blanques peó · a1 blanques torre · b1 blanques cavall · d1 blanques dama · e1 blanques rei · h1 blanques torre | a8 negres torre · c8 negres alfil · e8 negres rei · h8 negres torre · a7 negres peó · b7 negres peó · c7 negres peó · d7 negres peó · f7 negres peó · g7 negres peó · h7 negres peó · g6 negres cavall · d5 blanques peó · e5 blanques peó · b4 negres alfil · f4 blanques peó · h4 negres dama · d3 blanques alfil · f3 blanques cavall · g3 negres cavall · a2 blanques peó · b2 blanques peó · d2 blanques alfil · h2 blanques peó · a1 blanques torre · b1 blanques cavall · d1 blanques dama · e1 blanques rei · h1 blanques torre | 6 |
| 5 | a8 negres torre · c8 negres alfil · e8 negres rei · h8 negres torre · a7 negres peó · b7 negres peó · c7 negres peó · d7 negres peó · f7 negres peó · g7 negres peó · h7 negres peó · g6 negres cavall · d5 blanques peó · e5 blanques peó · b4 negres alfil · f4 blanques peó · h4 negres dama · d3 blanques alfil · f3 blanques cavall · g3 negres cavall · a2 blanques peó · b2 blanques peó · d2 blanques alfil · h2 blanques peó · a1 blanques torre · b1 blanques cavall · d1 blanques dama · e1 blanques rei · h1 blanques torre | a8 negres torre · c8 negres alfil · e8 negres rei · h8 negres torre · a7 negres peó · b7 negres peó · c7 negres peó · d7 negres peó · f7 negres peó · g7 negres peó · h7 negres peó · g6 negres cavall · d5 blanques peó · e5 blanques peó · b4 negres alfil · f4 blanques peó · h4 negres dama · d3 blanques alfil · f3 blanques cavall · g3 negres cavall · a2 blanques peó · b2 blanques peó · d2 blanques alfil · h2 blanques peó · a1 blanques torre · b1 blanques cavall · d1 blanques dama · e1 blanques rei · h1 blanques torre | a8 negres torre · c8 negres alfil · e8 negres rei · h8 negres torre · a7 negres peó · b7 negres peó · c7 negres peó · d7 negres peó · f7 negres peó · g7 negres peó · h7 negres peó · g6 negres cavall · d5 blanques peó · e5 blanques peó · b4 negres alfil · f4 blanques peó · h4 negres dama · d3 blanques alfil · f3 blanques cavall · g3 negres cavall · a2 blanques peó · b2 blanques peó · d2 blanques alfil · h2 blanques peó · a1 blanques torre · b1 blanques cavall · d1 blanques dama · e1 blanques rei · h1 blanques torre | a8 negres torre · c8 negres alfil · e8 negres rei · h8 negres torre · a7 negres peó · b7 negres peó · c7 negres peó · d7 negres peó · f7 negres peó · g7 negres peó · h7 negres peó · g6 negres cavall · d5 blanques peó · e5 blanques peó · b4 negres alfil · f4 blanques peó · h4 negres dama · d3 blanques alfil · f3 blanques cavall · g3 negres cavall · a2 blanques peó · b2 blanques peó · d2 blanques alfil · h2 blanques peó · a1 blanques torre · b1 blanques cavall · d1 blanques dama · e1 blanques rei · h1 blanques torre | a8 negres torre · c8 negres alfil · e8 negres rei · h8 negres torre · a7 negres peó · b7 negres peó · c7 negres peó · d7 negres peó · f7 negres peó · g7 negres peó · h7 negres peó · g6 negres cavall · d5 blanques peó · e5 blanques peó · b4 negres alfil · f4 blanques peó · h4 negres dama · d3 blanques alfil · f3 blanques cavall · g3 negres cavall · a2 blanques peó · b2 blanques peó · d2 blanques alfil · h2 blanques peó · a1 blanques torre · b1 blanques cavall · d1 blanques dama · e1 blanques rei · h1 blanques torre | a8 negres torre · c8 negres alfil · e8 negres rei · h8 negres torre · a7 negres peó · b7 negres peó · c7 negres peó · d7 negres peó · f7 negres peó · g7 negres peó · h7 negres peó · g6 negres cavall · d5 blanques peó · e5 blanques peó · b4 negres alfil · f4 blanques peó · h4 negres dama · d3 blanques alfil · f3 blanques cavall · g3 negres cavall · a2 blanques peó · b2 blanques peó · d2 blanques alfil · h2 blanques peó · a1 blanques torre · b1 blanques cavall · d1 blanques dama · e1 blanques rei · h1 blanques torre | a8 negres torre · c8 negres alfil · e8 negres rei · h8 negres torre · a7 negres peó · b7 negres peó · c7 negres peó · d7 negres peó · f7 negres peó · g7 negres peó · h7 negres peó · g6 negres cavall · d5 blanques peó · e5 blanques peó · b4 negres alfil · f4 blanques peó · h4 negres dama · d3 blanques alfil · f3 blanques cavall · g3 negres cavall · a2 blanques peó · b2 blanques peó · d2 blanques alfil · h2 blanques peó · a1 blanques torre · b1 blanques cavall · d1 blanques dama · e1 blanques rei · h1 blanques torre | a8 negres torre · c8 negres alfil · e8 negres rei · h8 negres torre · a7 negres peó · b7 negres peó · c7 negres peó · d7 negres peó · f7 negres peó · g7 negres peó · h7 negres peó · g6 negres cavall · d5 blanques peó · e5 blanques peó · b4 negres alfil · f4 blanques peó · h4 negres dama · d3 blanques alfil · f3 blanques cavall · g3 negres cavall · a2 blanques peó · b2 blanques peó · d2 blanques alfil · h2 blanques peó · a1 blanques torre · b1 blanques cavall · d1 blanques dama · e1 blanques rei · h1 blanques torre | 5 |
| 4 | a8 negres torre · c8 negres alfil · e8 negres rei · h8 negres torre · a7 negres peó · b7 negres peó · c7 negres peó · d7 negres peó · f7 negres peó · g7 negres peó · h7 negres peó · g6 negres cavall · d5 blanques peó · e5 blanques peó · b4 negres alfil · f4 blanques peó · h4 negres dama · d3 blanques alfil · f3 blanques cavall · g3 negres cavall · a2 blanques peó · b2 blanques peó · d2 blanques alfil · h2 blanques peó · a1 blanques torre · b1 blanques cavall · d1 blanques dama · e1 blanques rei · h1 blanques torre | a8 negres torre · c8 negres alfil · e8 negres rei · h8 negres torre · a7 negres peó · b7 negres peó · c7 negres peó · d7 negres peó · f7 negres peó · g7 negres peó · h7 negres peó · g6 negres cavall · d5 blanques peó · e5 blanques peó · b4 negres alfil · f4 blanques peó · h4 negres dama · d3 blanques alfil · f3 blanques cavall · g3 negres cavall · a2 blanques peó · b2 blanques peó · d2 blanques alfil · h2 blanques peó · a1 blanques torre · b1 blanques cavall · d1 blanques dama · e1 blanques rei · h1 blanques torre | a8 negres torre · c8 negres alfil · e8 negres rei · h8 negres torre · a7 negres peó · b7 negres peó · c7 negres peó · d7 negres peó · f7 negres peó · g7 negres peó · h7 negres peó · g6 negres cavall · d5 blanques peó · e5 blanques peó · b4 negres alfil · f4 blanques peó · h4 negres dama · d3 blanques alfil · f3 blanques cavall · g3 negres cavall · a2 blanques peó · b2 blanques peó · d2 blanques alfil · h2 blanques peó · a1 blanques torre · b1 blanques cavall · d1 blanques dama · e1 blanques rei · h1 blanques torre | a8 negres torre · c8 negres alfil · e8 negres rei · h8 negres torre · a7 negres peó · b7 negres peó · c7 negres peó · d7 negres peó · f7 negres peó · g7 negres peó · h7 negres peó · g6 negres cavall · d5 blanques peó · e5 blanques peó · b4 negres alfil · f4 blanques peó · h4 negres dama · d3 blanques alfil · f3 blanques cavall · g3 negres cavall · a2 blanques peó · b2 blanques peó · d2 blanques alfil · h2 blanques peó · a1 blanques torre · b1 blanques cavall · d1 blanques dama · e1 blanques rei · h1 blanques torre | a8 negres torre · c8 negres alfil · e8 negres rei · h8 negres torre · a7 negres peó · b7 negres peó · c7 negres peó · d7 negres peó · f7 negres peó · g7 negres peó · h7 negres peó · g6 negres cavall · d5 blanques peó · e5 blanques peó · b4 negres alfil · f4 blanques peó · h4 negres dama · d3 blanques alfil · f3 blanques cavall · g3 negres cavall · a2 blanques peó · b2 blanques peó · d2 blanques alfil · h2 blanques peó · a1 blanques torre · b1 blanques cavall · d1 blanques dama · e1 blanques rei · h1 blanques torre | a8 negres torre · c8 negres alfil · e8 negres rei · h8 negres torre · a7 negres peó · b7 negres peó · c7 negres peó · d7 negres peó · f7 negres peó · g7 negres peó · h7 negres peó · g6 negres cavall · d5 blanques peó · e5 blanques peó · b4 negres alfil · f4 blanques peó · h4 negres dama · d3 blanques alfil · f3 blanques cavall · g3 negres cavall · a2 blanques peó · b2 blanques peó · d2 blanques alfil · h2 blanques peó · a1 blanques torre · b1 blanques cavall · d1 blanques dama · e1 blanques rei · h1 blanques torre | a8 negres torre · c8 negres alfil · e8 negres rei · h8 negres torre · a7 negres peó · b7 negres peó · c7 negres peó · d7 negres peó · f7 negres peó · g7 negres peó · h7 negres peó · g6 negres cavall · d5 blanques peó · e5 blanques peó · b4 negres alfil · f4 blanques peó · h4 negres dama · d3 blanques alfil · f3 blanques cavall · g3 negres cavall · a2 blanques peó · b2 blanques peó · d2 blanques alfil · h2 blanques peó · a1 blanques torre · b1 blanques cavall · d1 blanques dama · e1 blanques rei · h1 blanques torre | a8 negres torre · c8 negres alfil · e8 negres rei · h8 negres torre · a7 negres peó · b7 negres peó · c7 negres peó · d7 negres peó · f7 negres peó · g7 negres peó · h7 negres peó · g6 negres cavall · d5 blanques peó · e5 blanques peó · b4 negres alfil · f4 blanques peó · h4 negres dama · d3 blanques alfil · f3 blanques cavall · g3 negres cavall · a2 blanques peó · b2 blanques peó · d2 blanques alfil · h2 blanques peó · a1 blanques torre · b1 blanques cavall · d1 blanques dama · e1 blanques rei · h1 blanques torre | 4 |
| 3 | a8 negres torre · c8 negres alfil · e8 negres rei · h8 negres torre · a7 negres peó · b7 negres peó · c7 negres peó · d7 negres peó · f7 negres peó · g7 negres peó · h7 negres peó · g6 negres cavall · d5 blanques peó · e5 blanques peó · b4 negres alfil · f4 blanques peó · h4 negres dama · d3 blanques alfil · f3 blanques cavall · g3 negres cavall · a2 blanques peó · b2 blanques peó · d2 blanques alfil · h2 blanques peó · a1 blanques torre · b1 blanques cavall · d1 blanques dama · e1 blanques rei · h1 blanques torre | a8 negres torre · c8 negres alfil · e8 negres rei · h8 negres torre · a7 negres peó · b7 negres peó · c7 negres peó · d7 negres peó · f7 negres peó · g7 negres peó · h7 negres peó · g6 negres cavall · d5 blanques peó · e5 blanques peó · b4 negres alfil · f4 blanques peó · h4 negres dama · d3 blanques alfil · f3 blanques cavall · g3 negres cavall · a2 blanques peó · b2 blanques peó · d2 blanques alfil · h2 blanques peó · a1 blanques torre · b1 blanques cavall · d1 blanques dama · e1 blanques rei · h1 blanques torre | a8 negres torre · c8 negres alfil · e8 negres rei · h8 negres torre · a7 negres peó · b7 negres peó · c7 negres peó · d7 negres peó · f7 negres peó · g7 negres peó · h7 negres peó · g6 negres cavall · d5 blanques peó · e5 blanques peó · b4 negres alfil · f4 blanques peó · h4 negres dama · d3 blanques alfil · f3 blanques cavall · g3 negres cavall · a2 blanques peó · b2 blanques peó · d2 blanques alfil · h2 blanques peó · a1 blanques torre · b1 blanques cavall · d1 blanques dama · e1 blanques rei · h1 blanques torre | a8 negres torre · c8 negres alfil · e8 negres rei · h8 negres torre · a7 negres peó · b7 negres peó · c7 negres peó · d7 negres peó · f7 negres peó · g7 negres peó · h7 negres peó · g6 negres cavall · d5 blanques peó · e5 blanques peó · b4 negres alfil · f4 blanques peó · h4 negres dama · d3 blanques alfil · f3 blanques cavall · g3 negres cavall · a2 blanques peó · b2 blanques peó · d2 blanques alfil · h2 blanques peó · a1 blanques torre · b1 blanques cavall · d1 blanques dama · e1 blanques rei · h1 blanques torre | a8 negres torre · c8 negres alfil · e8 negres rei · h8 negres torre · a7 negres peó · b7 negres peó · c7 negres peó · d7 negres peó · f7 negres peó · g7 negres peó · h7 negres peó · g6 negres cavall · d5 blanques peó · e5 blanques peó · b4 negres alfil · f4 blanques peó · h4 negres dama · d3 blanques alfil · f3 blanques cavall · g3 negres cavall · a2 blanques peó · b2 blanques peó · d2 blanques alfil · h2 blanques peó · a1 blanques torre · b1 blanques cavall · d1 blanques dama · e1 blanques rei · h1 blanques torre | a8 negres torre · c8 negres alfil · e8 negres rei · h8 negres torre · a7 negres peó · b7 negres peó · c7 negres peó · d7 negres peó · f7 negres peó · g7 negres peó · h7 negres peó · g6 negres cavall · d5 blanques peó · e5 blanques peó · b4 negres alfil · f4 blanques peó · h4 negres dama · d3 blanques alfil · f3 blanques cavall · g3 negres cavall · a2 blanques peó · b2 blanques peó · d2 blanques alfil · h2 blanques peó · a1 blanques torre · b1 blanques cavall · d1 blanques dama · e1 blanques rei · h1 blanques torre | a8 negres torre · c8 negres alfil · e8 negres rei · h8 negres torre · a7 negres peó · b7 negres peó · c7 negres peó · d7 negres peó · f7 negres peó · g7 negres peó · h7 negres peó · g6 negres cavall · d5 blanques peó · e5 blanques peó · b4 negres alfil · f4 blanques peó · h4 negres dama · d3 blanques alfil · f3 blanques cavall · g3 negres cavall · a2 blanques peó · b2 blanques peó · d2 blanques alfil · h2 blanques peó · a1 blanques torre · b1 blanques cavall · d1 blanques dama · e1 blanques rei · h1 blanques torre | a8 negres torre · c8 negres alfil · e8 negres rei · h8 negres torre · a7 negres peó · b7 negres peó · c7 negres peó · d7 negres peó · f7 negres peó · g7 negres peó · h7 negres peó · g6 negres cavall · d5 blanques peó · e5 blanques peó · b4 negres alfil · f4 blanques peó · h4 negres dama · d3 blanques alfil · f3 blanques cavall · g3 negres cavall · a2 blanques peó · b2 blanques peó · d2 blanques alfil · h2 blanques peó · a1 blanques torre · b1 blanques cavall · d1 blanques dama · e1 blanques rei · h1 blanques torre | 3 |
| 2 | a8 negres torre · c8 negres alfil · e8 negres rei · h8 negres torre · a7 negres peó · b7 negres peó · c7 negres peó · d7 negres peó · f7 negres peó · g7 negres peó · h7 negres peó · g6 negres cavall · d5 blanques peó · e5 blanques peó · b4 negres alfil · f4 blanques peó · h4 negres dama · d3 blanques alfil · f3 blanques cavall · g3 negres cavall · a2 blanques peó · b2 blanques peó · d2 blanques alfil · h2 blanques peó · a1 blanques torre · b1 blanques cavall · d1 blanques dama · e1 blanques rei · h1 blanques torre | a8 negres torre · c8 negres alfil · e8 negres rei · h8 negres torre · a7 negres peó · b7 negres peó · c7 negres peó · d7 negres peó · f7 negres peó · g7 negres peó · h7 negres peó · g6 negres cavall · d5 blanques peó · e5 blanques peó · b4 negres alfil · f4 blanques peó · h4 negres dama · d3 blanques alfil · f3 blanques cavall · g3 negres cavall · a2 blanques peó · b2 blanques peó · d2 blanques alfil · h2 blanques peó · a1 blanques torre · b1 blanques cavall · d1 blanques dama · e1 blanques rei · h1 blanques torre | a8 negres torre · c8 negres alfil · e8 negres rei · h8 negres torre · a7 negres peó · b7 negres peó · c7 negres peó · d7 negres peó · f7 negres peó · g7 negres peó · h7 negres peó · g6 negres cavall · d5 blanques peó · e5 blanques peó · b4 negres alfil · f4 blanques peó · h4 negres dama · d3 blanques alfil · f3 blanques cavall · g3 negres cavall · a2 blanques peó · b2 blanques peó · d2 blanques alfil · h2 blanques peó · a1 blanques torre · b1 blanques cavall · d1 blanques dama · e1 blanques rei · h1 blanques torre | a8 negres torre · c8 negres alfil · e8 negres rei · h8 negres torre · a7 negres peó · b7 negres peó · c7 negres peó · d7 negres peó · f7 negres peó · g7 negres peó · h7 negres peó · g6 negres cavall · d5 blanques peó · e5 blanques peó · b4 negres alfil · f4 blanques peó · h4 negres dama · d3 blanques alfil · f3 blanques cavall · g3 negres cavall · a2 blanques peó · b2 blanques peó · d2 blanques alfil · h2 blanques peó · a1 blanques torre · b1 blanques cavall · d1 blanques dama · e1 blanques rei · h1 blanques torre | a8 negres torre · c8 negres alfil · e8 negres rei · h8 negres torre · a7 negres peó · b7 negres peó · c7 negres peó · d7 negres peó · f7 negres peó · g7 negres peó · h7 negres peó · g6 negres cavall · d5 blanques peó · e5 blanques peó · b4 negres alfil · f4 blanques peó · h4 negres dama · d3 blanques alfil · f3 blanques cavall · g3 negres cavall · a2 blanques peó · b2 blanques peó · d2 blanques alfil · h2 blanques peó · a1 blanques torre · b1 blanques cavall · d1 blanques dama · e1 blanques rei · h1 blanques torre | a8 negres torre · c8 negres alfil · e8 negres rei · h8 negres torre · a7 negres peó · b7 negres peó · c7 negres peó · d7 negres peó · f7 negres peó · g7 negres peó · h7 negres peó · g6 negres cavall · d5 blanques peó · e5 blanques peó · b4 negres alfil · f4 blanques peó · h4 negres dama · d3 blanques alfil · f3 blanques cavall · g3 negres cavall · a2 blanques peó · b2 blanques peó · d2 blanques alfil · h2 blanques peó · a1 blanques torre · b1 blanques cavall · d1 blanques dama · e1 blanques rei · h1 blanques torre | a8 negres torre · c8 negres alfil · e8 negres rei · h8 negres torre · a7 negres peó · b7 negres peó · c7 negres peó · d7 negres peó · f7 negres peó · g7 negres peó · h7 negres peó · g6 negres cavall · d5 blanques peó · e5 blanques peó · b4 negres alfil · f4 blanques peó · h4 negres dama · d3 blanques alfil · f3 blanques cavall · g3 negres cavall · a2 blanques peó · b2 blanques peó · d2 blanques alfil · h2 blanques peó · a1 blanques torre · b1 blanques cavall · d1 blanques dama · e1 blanques rei · h1 blanques torre | a8 negres torre · c8 negres alfil · e8 negres rei · h8 negres torre · a7 negres peó · b7 negres peó · c7 negres peó · d7 negres peó · f7 negres peó · g7 negres peó · h7 negres peó · g6 negres cavall · d5 blanques peó · e5 blanques peó · b4 negres alfil · f4 blanques peó · h4 negres dama · d3 blanques alfil · f3 blanques cavall · g3 negres cavall · a2 blanques peó · b2 blanques peó · d2 blanques alfil · h2 blanques peó · a1 blanques torre · b1 blanques cavall · d1 blanques dama · e1 blanques rei · h1 blanques torre | 2 |
| 1 | a8 negres torre · c8 negres alfil · e8 negres rei · h8 negres torre · a7 negres peó · b7 negres peó · c7 negres peó · d7 negres peó · f7 negres peó · g7 negres peó · h7 negres peó · g6 negres cavall · d5 blanques peó · e5 blanques peó · b4 negres alfil · f4 blanques peó · h4 negres dama · d3 blanques alfil · f3 blanques cavall · g3 negres cavall · a2 blanques peó · b2 blanques peó · d2 blanques alfil · h2 blanques peó · a1 blanques torre · b1 blanques cavall · d1 blanques dama · e1 blanques rei · h1 blanques torre | a8 negres torre · c8 negres alfil · e8 negres rei · h8 negres torre · a7 negres peó · b7 negres peó · c7 negres peó · d7 negres peó · f7 negres peó · g7 negres peó · h7 negres peó · g6 negres cavall · d5 blanques peó · e5 blanques peó · b4 negres alfil · f4 blanques peó · h4 negres dama · d3 blanques alfil · f3 blanques cavall · g3 negres cavall · a2 blanques peó · b2 blanques peó · d2 blanques alfil · h2 blanques peó · a1 blanques torre · b1 blanques cavall · d1 blanques dama · e1 blanques rei · h1 blanques torre | a8 negres torre · c8 negres alfil · e8 negres rei · h8 negres torre · a7 negres peó · b7 negres peó · c7 negres peó · d7 negres peó · f7 negres peó · g7 negres peó · h7 negres peó · g6 negres cavall · d5 blanques peó · e5 blanques peó · b4 negres alfil · f4 blanques peó · h4 negres dama · d3 blanques alfil · f3 blanques cavall · g3 negres cavall · a2 blanques peó · b2 blanques peó · d2 blanques alfil · h2 blanques peó · a1 blanques torre · b1 blanques cavall · d1 blanques dama · e1 blanques rei · h1 blanques torre | a8 negres torre · c8 negres alfil · e8 negres rei · h8 negres torre · a7 negres peó · b7 negres peó · c7 negres peó · d7 negres peó · f7 negres peó · g7 negres peó · h7 negres peó · g6 negres cavall · d5 blanques peó · e5 blanques peó · b4 negres alfil · f4 blanques peó · h4 negres dama · d3 blanques alfil · f3 blanques cavall · g3 negres cavall · a2 blanques peó · b2 blanques peó · d2 blanques alfil · h2 blanques peó · a1 blanques torre · b1 blanques cavall · d1 blanques dama · e1 blanques rei · h1 blanques torre | a8 negres torre · c8 negres alfil · e8 negres rei · h8 negres torre · a7 negres peó · b7 negres peó · c7 negres peó · d7 negres peó · f7 negres peó · g7 negres peó · h7 negres peó · g6 negres cavall · d5 blanques peó · e5 blanques peó · b4 negres alfil · f4 blanques peó · h4 negres dama · d3 blanques alfil · f3 blanques cavall · g3 negres cavall · a2 blanques peó · b2 blanques peó · d2 blanques alfil · h2 blanques peó · a1 blanques torre · b1 blanques cavall · d1 blanques dama · e1 blanques rei · h1 blanques torre | a8 negres torre · c8 negres alfil · e8 negres rei · h8 negres torre · a7 negres peó · b7 negres peó · c7 negres peó · d7 negres peó · f7 negres peó · g7 negres peó · h7 negres peó · g6 negres cavall · d5 blanques peó · e5 blanques peó · b4 negres alfil · f4 blanques peó · h4 negres dama · d3 blanques alfil · f3 blanques cavall · g3 negres cavall · a2 blanques peó · b2 blanques peó · d2 blanques alfil · h2 blanques peó · a1 blanques torre · b1 blanques cavall · d1 blanques dama · e1 blanques rei · h1 blanques torre | a8 negres torre · c8 negres alfil · e8 negres rei · h8 negres torre · a7 negres peó · b7 negres peó · c7 negres peó · d7 negres peó · f7 negres peó · g7 negres peó · h7 negres peó · g6 negres cavall · d5 blanques peó · e5 blanques peó · b4 negres alfil · f4 blanques peó · h4 negres dama · d3 blanques alfil · f3 blanques cavall · g3 negres cavall · a2 blanques peó · b2 blanques peó · d2 blanques alfil · h2 blanques peó · a1 blanques torre · b1 blanques cavall · d1 blanques dama · e1 blanques rei · h1 blanques torre | a8 negres torre · c8 negres alfil · e8 negres rei · h8 negres torre · a7 negres peó · b7 negres peó · c7 negres peó · d7 negres peó · f7 negres peó · g7 negres peó · h7 negres peó · g6 negres cavall · d5 blanques peó · e5 blanques peó · b4 negres alfil · f4 blanques peó · h4 negres dama · d3 blanques alfil · f3 blanques cavall · g3 negres cavall · a2 blanques peó · b2 blanques peó · d2 blanques alfil · h2 blanques peó · a1 blanques torre · b1 blanques cavall · d1 blanques dama · e1 blanques rei · h1 blanques torre | 1 |
|   | a | b | c | d | e | f | g | h |   |

|   | a | b | c | d | e | f | g | h |   |
| 8 | a8 negres torre · c8 negres alfil · e8 negres rei · h8 negres torre · a7 negres peó · b7 negres peó · c7 negres peó · d7 negres peó · f7 negres peó · g7 negres peó · h7 negres peó · d5 blanques peó · e5 blanques peó · f4 negres cavall · h4 negres dama · f3 blanques cavall · g3 negres cavall · a2 blanques peó · b2 blanques peó · d2 blanques cavall · h2 blanques peó · a1 blanques torre · d1 blanques dama · e1 blanques rei · f1 blanques alfil · h1 blanques torre | a8 negres torre · c8 negres alfil · e8 negres rei · h8 negres torre · a7 negres peó · b7 negres peó · c7 negres peó · d7 negres peó · f7 negres peó · g7 negres peó · h7 negres peó · d5 blanques peó · e5 blanques peó · f4 negres cavall · h4 negres dama · f3 blanques cavall · g3 negres cavall · a2 blanques peó · b2 blanques peó · d2 blanques cavall · h2 blanques peó · a1 blanques torre · d1 blanques dama · e1 blanques rei · f1 blanques alfil · h1 blanques torre | a8 negres torre · c8 negres alfil · e8 negres rei · h8 negres torre · a7 negres peó · b7 negres peó · c7 negres peó · d7 negres peó · f7 negres peó · g7 negres peó · h7 negres peó · d5 blanques peó · e5 blanques peó · f4 negres cavall · h4 negres dama · f3 blanques cavall · g3 negres cavall · a2 blanques peó · b2 blanques peó · d2 blanques cavall · h2 blanques peó · a1 blanques torre · d1 blanques dama · e1 blanques rei · f1 blanques alfil · h1 blanques torre | a8 negres torre · c8 negres alfil · e8 negres rei · h8 negres torre · a7 negres peó · b7 negres peó · c7 negres peó · d7 negres peó · f7 negres peó · g7 negres peó · h7 negres peó · d5 blanques peó · e5 blanques peó · f4 negres cavall · h4 negres dama · f3 blanques cavall · g3 negres cavall · a2 blanques peó · b2 blanques peó · d2 blanques cavall · h2 blanques peó · a1 blanques torre · d1 blanques dama · e1 blanques rei · f1 blanques alfil · h1 blanques torre | a8 negres torre · c8 negres alfil · e8 negres rei · h8 negres torre · a7 negres peó · b7 negres peó · c7 negres peó · d7 negres peó · f7 negres peó · g7 negres peó · h7 negres peó · d5 blanques peó · e5 blanques peó · f4 negres cavall · h4 negres dama · f3 blanques cavall · g3 negres cavall · a2 blanques peó · b2 blanques peó · d2 blanques cavall · h2 blanques peó · a1 blanques torre · d1 blanques dama · e1 blanques rei · f1 blanques alfil · h1 blanques torre | a8 negres torre · c8 negres alfil · e8 negres rei · h8 negres torre · a7 negres peó · b7 negres peó · c7 negres peó · d7 negres peó · f7 negres peó · g7 negres peó · h7 negres peó · d5 blanques peó · e5 blanques peó · f4 negres cavall · h4 negres dama · f3 blanques cavall · g3 negres cavall · a2 blanques peó · b2 blanques peó · d2 blanques cavall · h2 blanques peó · a1 blanques torre · d1 blanques dama · e1 blanques rei · f1 blanques alfil · h1 blanques torre | a8 negres torre · c8 negres alfil · e8 negres rei · h8 negres torre · a7 negres peó · b7 negres peó · c7 negres peó · d7 negres peó · f7 negres peó · g7 negres peó · h7 negres peó · d5 blanques peó · e5 blanques peó · f4 negres cavall · h4 negres dama · f3 blanques cavall · g3 negres cavall · a2 blanques peó · b2 blanques peó · d2 blanques cavall · h2 blanques peó · a1 blanques torre · d1 blanques dama · e1 blanques rei · f1 blanques alfil · h1 blanques torre | a8 negres torre · c8 negres alfil · e8 negres rei · h8 negres torre · a7 negres peó · b7 negres peó · c7 negres peó · d7 negres peó · f7 negres peó · g7 negres peó · h7 negres peó · d5 blanques peó · e5 blanques peó · f4 negres cavall · h4 negres dama · f3 blanques cavall · g3 negres cavall · a2 blanques peó · b2 blanques peó · d2 blanques cavall · h2 blanques peó · a1 blanques torre · d1 blanques dama · e1 blanques rei · f1 blanques alfil · h1 blanques torre | 8 |
| 7 | a8 negres torre · c8 negres alfil · e8 negres rei · h8 negres torre · a7 negres peó · b7 negres peó · c7 negres peó · d7 negres peó · f7 negres peó · g7 negres peó · h7 negres peó · d5 blanques peó · e5 blanques peó · f4 negres cavall · h4 negres dama · f3 blanques cavall · g3 negres cavall · a2 blanques peó · b2 blanques peó · d2 blanques cavall · h2 blanques peó · a1 blanques torre · d1 blanques dama · e1 blanques rei · f1 blanques alfil · h1 blanques torre | a8 negres torre · c8 negres alfil · e8 negres rei · h8 negres torre · a7 negres peó · b7 negres peó · c7 negres peó · d7 negres peó · f7 negres peó · g7 negres peó · h7 negres peó · d5 blanques peó · e5 blanques peó · f4 negres cavall · h4 negres dama · f3 blanques cavall · g3 negres cavall · a2 blanques peó · b2 blanques peó · d2 blanques cavall · h2 blanques peó · a1 blanques torre · d1 blanques dama · e1 blanques rei · f1 blanques alfil · h1 blanques torre | a8 negres torre · c8 negres alfil · e8 negres rei · h8 negres torre · a7 negres peó · b7 negres peó · c7 negres peó · d7 negres peó · f7 negres peó · g7 negres peó · h7 negres peó · d5 blanques peó · e5 blanques peó · f4 negres cavall · h4 negres dama · f3 blanques cavall · g3 negres cavall · a2 blanques peó · b2 blanques peó · d2 blanques cavall · h2 blanques peó · a1 blanques torre · d1 blanques dama · e1 blanques rei · f1 blanques alfil · h1 blanques torre | a8 negres torre · c8 negres alfil · e8 negres rei · h8 negres torre · a7 negres peó · b7 negres peó · c7 negres peó · d7 negres peó · f7 negres peó · g7 negres peó · h7 negres peó · d5 blanques peó · e5 blanques peó · f4 negres cavall · h4 negres dama · f3 blanques cavall · g3 negres cavall · a2 blanques peó · b2 blanques peó · d2 blanques cavall · h2 blanques peó · a1 blanques torre · d1 blanques dama · e1 blanques rei · f1 blanques alfil · h1 blanques torre | a8 negres torre · c8 negres alfil · e8 negres rei · h8 negres torre · a7 negres peó · b7 negres peó · c7 negres peó · d7 negres peó · f7 negres peó · g7 negres peó · h7 negres peó · d5 blanques peó · e5 blanques peó · f4 negres cavall · h4 negres dama · f3 blanques cavall · g3 negres cavall · a2 blanques peó · b2 blanques peó · d2 blanques cavall · h2 blanques peó · a1 blanques torre · d1 blanques dama · e1 blanques rei · f1 blanques alfil · h1 blanques torre | a8 negres torre · c8 negres alfil · e8 negres rei · h8 negres torre · a7 negres peó · b7 negres peó · c7 negres peó · d7 negres peó · f7 negres peó · g7 negres peó · h7 negres peó · d5 blanques peó · e5 blanques peó · f4 negres cavall · h4 negres dama · f3 blanques cavall · g3 negres cavall · a2 blanques peó · b2 blanques peó · d2 blanques cavall · h2 blanques peó · a1 blanques torre · d1 blanques dama · e1 blanques rei · f1 blanques alfil · h1 blanques torre | a8 negres torre · c8 negres alfil · e8 negres rei · h8 negres torre · a7 negres peó · b7 negres peó · c7 negres peó · d7 negres peó · f7 negres peó · g7 negres peó · h7 negres peó · d5 blanques peó · e5 blanques peó · f4 negres cavall · h4 negres dama · f3 blanques cavall · g3 negres cavall · a2 blanques peó · b2 blanques peó · d2 blanques cavall · h2 blanques peó · a1 blanques torre · d1 blanques dama · e1 blanques rei · f1 blanques alfil · h1 blanques torre | a8 negres torre · c8 negres alfil · e8 negres rei · h8 negres torre · a7 negres peó · b7 negres peó · c7 negres peó · d7 negres peó · f7 negres peó · g7 negres peó · h7 negres peó · d5 blanques peó · e5 blanques peó · f4 negres cavall · h4 negres dama · f3 blanques cavall · g3 negres cavall · a2 blanques peó · b2 blanques peó · d2 blanques cavall · h2 blanques peó · a1 blanques torre · d1 blanques dama · e1 blanques rei · f1 blanques alfil · h1 blanques torre | 7 |
| 6 | a8 negres torre · c8 negres alfil · e8 negres rei · h8 negres torre · a7 negres peó · b7 negres peó · c7 negres peó · d7 negres peó · f7 negres peó · g7 negres peó · h7 negres peó · d5 blanques peó · e5 blanques peó · f4 negres cavall · h4 negres dama · f3 blanques cavall · g3 negres cavall · a2 blanques peó · b2 blanques peó · d2 blanques cavall · h2 blanques peó · a1 blanques torre · d1 blanques dama · e1 blanques rei · f1 blanques alfil · h1 blanques torre | a8 negres torre · c8 negres alfil · e8 negres rei · h8 negres torre · a7 negres peó · b7 negres peó · c7 negres peó · d7 negres peó · f7 negres peó · g7 negres peó · h7 negres peó · d5 blanques peó · e5 blanques peó · f4 negres cavall · h4 negres dama · f3 blanques cavall · g3 negres cavall · a2 blanques peó · b2 blanques peó · d2 blanques cavall · h2 blanques peó · a1 blanques torre · d1 blanques dama · e1 blanques rei · f1 blanques alfil · h1 blanques torre | a8 negres torre · c8 negres alfil · e8 negres rei · h8 negres torre · a7 negres peó · b7 negres peó · c7 negres peó · d7 negres peó · f7 negres peó · g7 negres peó · h7 negres peó · d5 blanques peó · e5 blanques peó · f4 negres cavall · h4 negres dama · f3 blanques cavall · g3 negres cavall · a2 blanques peó · b2 blanques peó · d2 blanques cavall · h2 blanques peó · a1 blanques torre · d1 blanques dama · e1 blanques rei · f1 blanques alfil · h1 blanques torre | a8 negres torre · c8 negres alfil · e8 negres rei · h8 negres torre · a7 negres peó · b7 negres peó · c7 negres peó · d7 negres peó · f7 negres peó · g7 negres peó · h7 negres peó · d5 blanques peó · e5 blanques peó · f4 negres cavall · h4 negres dama · f3 blanques cavall · g3 negres cavall · a2 blanques peó · b2 blanques peó · d2 blanques cavall · h2 blanques peó · a1 blanques torre · d1 blanques dama · e1 blanques rei · f1 blanques alfil · h1 blanques torre | a8 negres torre · c8 negres alfil · e8 negres rei · h8 negres torre · a7 negres peó · b7 negres peó · c7 negres peó · d7 negres peó · f7 negres peó · g7 negres peó · h7 negres peó · d5 blanques peó · e5 blanques peó · f4 negres cavall · h4 negres dama · f3 blanques cavall · g3 negres cavall · a2 blanques peó · b2 blanques peó · d2 blanques cavall · h2 blanques peó · a1 blanques torre · d1 blanques dama · e1 blanques rei · f1 blanques alfil · h1 blanques torre | a8 negres torre · c8 negres alfil · e8 negres rei · h8 negres torre · a7 negres peó · b7 negres peó · c7 negres peó · d7 negres peó · f7 negres peó · g7 negres peó · h7 negres peó · d5 blanques peó · e5 blanques peó · f4 negres cavall · h4 negres dama · f3 blanques cavall · g3 negres cavall · a2 blanques peó · b2 blanques peó · d2 blanques cavall · h2 blanques peó · a1 blanques torre · d1 blanques dama · e1 blanques rei · f1 blanques alfil · h1 blanques torre | a8 negres torre · c8 negres alfil · e8 negres rei · h8 negres torre · a7 negres peó · b7 negres peó · c7 negres peó · d7 negres peó · f7 negres peó · g7 negres peó · h7 negres peó · d5 blanques peó · e5 blanques peó · f4 negres cavall · h4 negres dama · f3 blanques cavall · g3 negres cavall · a2 blanques peó · b2 blanques peó · d2 blanques cavall · h2 blanques peó · a1 blanques torre · d1 blanques dama · e1 blanques rei · f1 blanques alfil · h1 blanques torre | a8 negres torre · c8 negres alfil · e8 negres rei · h8 negres torre · a7 negres peó · b7 negres peó · c7 negres peó · d7 negres peó · f7 negres peó · g7 negres peó · h7 negres peó · d5 blanques peó · e5 blanques peó · f4 negres cavall · h4 negres dama · f3 blanques cavall · g3 negres cavall · a2 blanques peó · b2 blanques peó · d2 blanques cavall · h2 blanques peó · a1 blanques torre · d1 blanques dama · e1 blanques rei · f1 blanques alfil · h1 blanques torre | 6 |
| 5 | a8 negres torre · c8 negres alfil · e8 negres rei · h8 negres torre · a7 negres peó · b7 negres peó · c7 negres peó · d7 negres peó · f7 negres peó · g7 negres peó · h7 negres peó · d5 blanques peó · e5 blanques peó · f4 negres cavall · h4 negres dama · f3 blanques cavall · g3 negres cavall · a2 blanques peó · b2 blanques peó · d2 blanques cavall · h2 blanques peó · a1 blanques torre · d1 blanques dama · e1 blanques rei · f1 blanques alfil · h1 blanques torre | a8 negres torre · c8 negres alfil · e8 negres rei · h8 negres torre · a7 negres peó · b7 negres peó · c7 negres peó · d7 negres peó · f7 negres peó · g7 negres peó · h7 negres peó · d5 blanques peó · e5 blanques peó · f4 negres cavall · h4 negres dama · f3 blanques cavall · g3 negres cavall · a2 blanques peó · b2 blanques peó · d2 blanques cavall · h2 blanques peó · a1 blanques torre · d1 blanques dama · e1 blanques rei · f1 blanques alfil · h1 blanques torre | a8 negres torre · c8 negres alfil · e8 negres rei · h8 negres torre · a7 negres peó · b7 negres peó · c7 negres peó · d7 negres peó · f7 negres peó · g7 negres peó · h7 negres peó · d5 blanques peó · e5 blanques peó · f4 negres cavall · h4 negres dama · f3 blanques cavall · g3 negres cavall · a2 blanques peó · b2 blanques peó · d2 blanques cavall · h2 blanques peó · a1 blanques torre · d1 blanques dama · e1 blanques rei · f1 blanques alfil · h1 blanques torre | a8 negres torre · c8 negres alfil · e8 negres rei · h8 negres torre · a7 negres peó · b7 negres peó · c7 negres peó · d7 negres peó · f7 negres peó · g7 negres peó · h7 negres peó · d5 blanques peó · e5 blanques peó · f4 negres cavall · h4 negres dama · f3 blanques cavall · g3 negres cavall · a2 blanques peó · b2 blanques peó · d2 blanques cavall · h2 blanques peó · a1 blanques torre · d1 blanques dama · e1 blanques rei · f1 blanques alfil · h1 blanques torre | a8 negres torre · c8 negres alfil · e8 negres rei · h8 negres torre · a7 negres peó · b7 negres peó · c7 negres peó · d7 negres peó · f7 negres peó · g7 negres peó · h7 negres peó · d5 blanques peó · e5 blanques peó · f4 negres cavall · h4 negres dama · f3 blanques cavall · g3 negres cavall · a2 blanques peó · b2 blanques peó · d2 blanques cavall · h2 blanques peó · a1 blanques torre · d1 blanques dama · e1 blanques rei · f1 blanques alfil · h1 blanques torre | a8 negres torre · c8 negres alfil · e8 negres rei · h8 negres torre · a7 negres peó · b7 negres peó · c7 negres peó · d7 negres peó · f7 negres peó · g7 negres peó · h7 negres peó · d5 blanques peó · e5 blanques peó · f4 negres cavall · h4 negres dama · f3 blanques cavall · g3 negres cavall · a2 blanques peó · b2 blanques peó · d2 blanques cavall · h2 blanques peó · a1 blanques torre · d1 blanques dama · e1 blanques rei · f1 blanques alfil · h1 blanques torre | a8 negres torre · c8 negres alfil · e8 negres rei · h8 negres torre · a7 negres peó · b7 negres peó · c7 negres peó · d7 negres peó · f7 negres peó · g7 negres peó · h7 negres peó · d5 blanques peó · e5 blanques peó · f4 negres cavall · h4 negres dama · f3 blanques cavall · g3 negres cavall · a2 blanques peó · b2 blanques peó · d2 blanques cavall · h2 blanques peó · a1 blanques torre · d1 blanques dama · e1 blanques rei · f1 blanques alfil · h1 blanques torre | a8 negres torre · c8 negres alfil · e8 negres rei · h8 negres torre · a7 negres peó · b7 negres peó · c7 negres peó · d7 negres peó · f7 negres peó · g7 negres peó · h7 negres peó · d5 blanques peó · e5 blanques peó · f4 negres cavall · h4 negres dama · f3 blanques cavall · g3 negres cavall · a2 blanques peó · b2 blanques peó · d2 blanques cavall · h2 blanques peó · a1 blanques torre · d1 blanques dama · e1 blanques rei · f1 blanques alfil · h1 blanques torre | 5 |
| 4 | a8 negres torre · c8 negres alfil · e8 negres rei · h8 negres torre · a7 negres peó · b7 negres peó · c7 negres peó · d7 negres peó · f7 negres peó · g7 negres peó · h7 negres peó · d5 blanques peó · e5 blanques peó · f4 negres cavall · h4 negres dama · f3 blanques cavall · g3 negres cavall · a2 blanques peó · b2 blanques peó · d2 blanques cavall · h2 blanques peó · a1 blanques torre · d1 blanques dama · e1 blanques rei · f1 blanques alfil · h1 blanques torre | a8 negres torre · c8 negres alfil · e8 negres rei · h8 negres torre · a7 negres peó · b7 negres peó · c7 negres peó · d7 negres peó · f7 negres peó · g7 negres peó · h7 negres peó · d5 blanques peó · e5 blanques peó · f4 negres cavall · h4 negres dama · f3 blanques cavall · g3 negres cavall · a2 blanques peó · b2 blanques peó · d2 blanques cavall · h2 blanques peó · a1 blanques torre · d1 blanques dama · e1 blanques rei · f1 blanques alfil · h1 blanques torre | a8 negres torre · c8 negres alfil · e8 negres rei · h8 negres torre · a7 negres peó · b7 negres peó · c7 negres peó · d7 negres peó · f7 negres peó · g7 negres peó · h7 negres peó · d5 blanques peó · e5 blanques peó · f4 negres cavall · h4 negres dama · f3 blanques cavall · g3 negres cavall · a2 blanques peó · b2 blanques peó · d2 blanques cavall · h2 blanques peó · a1 blanques torre · d1 blanques dama · e1 blanques rei · f1 blanques alfil · h1 blanques torre | a8 negres torre · c8 negres alfil · e8 negres rei · h8 negres torre · a7 negres peó · b7 negres peó · c7 negres peó · d7 negres peó · f7 negres peó · g7 negres peó · h7 negres peó · d5 blanques peó · e5 blanques peó · f4 negres cavall · h4 negres dama · f3 blanques cavall · g3 negres cavall · a2 blanques peó · b2 blanques peó · d2 blanques cavall · h2 blanques peó · a1 blanques torre · d1 blanques dama · e1 blanques rei · f1 blanques alfil · h1 blanques torre | a8 negres torre · c8 negres alfil · e8 negres rei · h8 negres torre · a7 negres peó · b7 negres peó · c7 negres peó · d7 negres peó · f7 negres peó · g7 negres peó · h7 negres peó · d5 blanques peó · e5 blanques peó · f4 negres cavall · h4 negres dama · f3 blanques cavall · g3 negres cavall · a2 blanques peó · b2 blanques peó · d2 blanques cavall · h2 blanques peó · a1 blanques torre · d1 blanques dama · e1 blanques rei · f1 blanques alfil · h1 blanques torre | a8 negres torre · c8 negres alfil · e8 negres rei · h8 negres torre · a7 negres peó · b7 negres peó · c7 negres peó · d7 negres peó · f7 negres peó · g7 negres peó · h7 negres peó · d5 blanques peó · e5 blanques peó · f4 negres cavall · h4 negres dama · f3 blanques cavall · g3 negres cavall · a2 blanques peó · b2 blanques peó · d2 blanques cavall · h2 blanques peó · a1 blanques torre · d1 blanques dama · e1 blanques rei · f1 blanques alfil · h1 blanques torre | a8 negres torre · c8 negres alfil · e8 negres rei · h8 negres torre · a7 negres peó · b7 negres peó · c7 negres peó · d7 negres peó · f7 negres peó · g7 negres peó · h7 negres peó · d5 blanques peó · e5 blanques peó · f4 negres cavall · h4 negres dama · f3 blanques cavall · g3 negres cavall · a2 blanques peó · b2 blanques peó · d2 blanques cavall · h2 blanques peó · a1 blanques torre · d1 blanques dama · e1 blanques rei · f1 blanques alfil · h1 blanques torre | a8 negres torre · c8 negres alfil · e8 negres rei · h8 negres torre · a7 negres peó · b7 negres peó · c7 negres peó · d7 negres peó · f7 negres peó · g7 negres peó · h7 negres peó · d5 blanques peó · e5 blanques peó · f4 negres cavall · h4 negres dama · f3 blanques cavall · g3 negres cavall · a2 blanques peó · b2 blanques peó · d2 blanques cavall · h2 blanques peó · a1 blanques torre · d1 blanques dama · e1 blanques rei · f1 blanques alfil · h1 blanques torre | 4 |
| 3 | a8 negres torre · c8 negres alfil · e8 negres rei · h8 negres torre · a7 negres peó · b7 negres peó · c7 negres peó · d7 negres peó · f7 negres peó · g7 negres peó · h7 negres peó · d5 blanques peó · e5 blanques peó · f4 negres cavall · h4 negres dama · f3 blanques cavall · g3 negres cavall · a2 blanques peó · b2 blanques peó · d2 blanques cavall · h2 blanques peó · a1 blanques torre · d1 blanques dama · e1 blanques rei · f1 blanques alfil · h1 blanques torre | a8 negres torre · c8 negres alfil · e8 negres rei · h8 negres torre · a7 negres peó · b7 negres peó · c7 negres peó · d7 negres peó · f7 negres peó · g7 negres peó · h7 negres peó · d5 blanques peó · e5 blanques peó · f4 negres cavall · h4 negres dama · f3 blanques cavall · g3 negres cavall · a2 blanques peó · b2 blanques peó · d2 blanques cavall · h2 blanques peó · a1 blanques torre · d1 blanques dama · e1 blanques rei · f1 blanques alfil · h1 blanques torre | a8 negres torre · c8 negres alfil · e8 negres rei · h8 negres torre · a7 negres peó · b7 negres peó · c7 negres peó · d7 negres peó · f7 negres peó · g7 negres peó · h7 negres peó · d5 blanques peó · e5 blanques peó · f4 negres cavall · h4 negres dama · f3 blanques cavall · g3 negres cavall · a2 blanques peó · b2 blanques peó · d2 blanques cavall · h2 blanques peó · a1 blanques torre · d1 blanques dama · e1 blanques rei · f1 blanques alfil · h1 blanques torre | a8 negres torre · c8 negres alfil · e8 negres rei · h8 negres torre · a7 negres peó · b7 negres peó · c7 negres peó · d7 negres peó · f7 negres peó · g7 negres peó · h7 negres peó · d5 blanques peó · e5 blanques peó · f4 negres cavall · h4 negres dama · f3 blanques cavall · g3 negres cavall · a2 blanques peó · b2 blanques peó · d2 blanques cavall · h2 blanques peó · a1 blanques torre · d1 blanques dama · e1 blanques rei · f1 blanques alfil · h1 blanques torre | a8 negres torre · c8 negres alfil · e8 negres rei · h8 negres torre · a7 negres peó · b7 negres peó · c7 negres peó · d7 negres peó · f7 negres peó · g7 negres peó · h7 negres peó · d5 blanques peó · e5 blanques peó · f4 negres cavall · h4 negres dama · f3 blanques cavall · g3 negres cavall · a2 blanques peó · b2 blanques peó · d2 blanques cavall · h2 blanques peó · a1 blanques torre · d1 blanques dama · e1 blanques rei · f1 blanques alfil · h1 blanques torre | a8 negres torre · c8 negres alfil · e8 negres rei · h8 negres torre · a7 negres peó · b7 negres peó · c7 negres peó · d7 negres peó · f7 negres peó · g7 negres peó · h7 negres peó · d5 blanques peó · e5 blanques peó · f4 negres cavall · h4 negres dama · f3 blanques cavall · g3 negres cavall · a2 blanques peó · b2 blanques peó · d2 blanques cavall · h2 blanques peó · a1 blanques torre · d1 blanques dama · e1 blanques rei · f1 blanques alfil · h1 blanques torre | a8 negres torre · c8 negres alfil · e8 negres rei · h8 negres torre · a7 negres peó · b7 negres peó · c7 negres peó · d7 negres peó · f7 negres peó · g7 negres peó · h7 negres peó · d5 blanques peó · e5 blanques peó · f4 negres cavall · h4 negres dama · f3 blanques cavall · g3 negres cavall · a2 blanques peó · b2 blanques peó · d2 blanques cavall · h2 blanques peó · a1 blanques torre · d1 blanques dama · e1 blanques rei · f1 blanques alfil · h1 blanques torre | a8 negres torre · c8 negres alfil · e8 negres rei · h8 negres torre · a7 negres peó · b7 negres peó · c7 negres peó · d7 negres peó · f7 negres peó · g7 negres peó · h7 negres peó · d5 blanques peó · e5 blanques peó · f4 negres cavall · h4 negres dama · f3 blanques cavall · g3 negres cavall · a2 blanques peó · b2 blanques peó · d2 blanques cavall · h2 blanques peó · a1 blanques torre · d1 blanques dama · e1 blanques rei · f1 blanques alfil · h1 blanques torre | 3 |
| 2 | a8 negres torre · c8 negres alfil · e8 negres rei · h8 negres torre · a7 negres peó · b7 negres peó · c7 negres peó · d7 negres peó · f7 negres peó · g7 negres peó · h7 negres peó · d5 blanques peó · e5 blanques peó · f4 negres cavall · h4 negres dama · f3 blanques cavall · g3 negres cavall · a2 blanques peó · b2 blanques peó · d2 blanques cavall · h2 blanques peó · a1 blanques torre · d1 blanques dama · e1 blanques rei · f1 blanques alfil · h1 blanques torre | a8 negres torre · c8 negres alfil · e8 negres rei · h8 negres torre · a7 negres peó · b7 negres peó · c7 negres peó · d7 negres peó · f7 negres peó · g7 negres peó · h7 negres peó · d5 blanques peó · e5 blanques peó · f4 negres cavall · h4 negres dama · f3 blanques cavall · g3 negres cavall · a2 blanques peó · b2 blanques peó · d2 blanques cavall · h2 blanques peó · a1 blanques torre · d1 blanques dama · e1 blanques rei · f1 blanques alfil · h1 blanques torre | a8 negres torre · c8 negres alfil · e8 negres rei · h8 negres torre · a7 negres peó · b7 negres peó · c7 negres peó · d7 negres peó · f7 negres peó · g7 negres peó · h7 negres peó · d5 blanques peó · e5 blanques peó · f4 negres cavall · h4 negres dama · f3 blanques cavall · g3 negres cavall · a2 blanques peó · b2 blanques peó · d2 blanques cavall · h2 blanques peó · a1 blanques torre · d1 blanques dama · e1 blanques rei · f1 blanques alfil · h1 blanques torre | a8 negres torre · c8 negres alfil · e8 negres rei · h8 negres torre · a7 negres peó · b7 negres peó · c7 negres peó · d7 negres peó · f7 negres peó · g7 negres peó · h7 negres peó · d5 blanques peó · e5 blanques peó · f4 negres cavall · h4 negres dama · f3 blanques cavall · g3 negres cavall · a2 blanques peó · b2 blanques peó · d2 blanques cavall · h2 blanques peó · a1 blanques torre · d1 blanques dama · e1 blanques rei · f1 blanques alfil · h1 blanques torre | a8 negres torre · c8 negres alfil · e8 negres rei · h8 negres torre · a7 negres peó · b7 negres peó · c7 negres peó · d7 negres peó · f7 negres peó · g7 negres peó · h7 negres peó · d5 blanques peó · e5 blanques peó · f4 negres cavall · h4 negres dama · f3 blanques cavall · g3 negres cavall · a2 blanques peó · b2 blanques peó · d2 blanques cavall · h2 blanques peó · a1 blanques torre · d1 blanques dama · e1 blanques rei · f1 blanques alfil · h1 blanques torre | a8 negres torre · c8 negres alfil · e8 negres rei · h8 negres torre · a7 negres peó · b7 negres peó · c7 negres peó · d7 negres peó · f7 negres peó · g7 negres peó · h7 negres peó · d5 blanques peó · e5 blanques peó · f4 negres cavall · h4 negres dama · f3 blanques cavall · g3 negres cavall · a2 blanques peó · b2 blanques peó · d2 blanques cavall · h2 blanques peó · a1 blanques torre · d1 blanques dama · e1 blanques rei · f1 blanques alfil · h1 blanques torre | a8 negres torre · c8 negres alfil · e8 negres rei · h8 negres torre · a7 negres peó · b7 negres peó · c7 negres peó · d7 negres peó · f7 negres peó · g7 negres peó · h7 negres peó · d5 blanques peó · e5 blanques peó · f4 negres cavall · h4 negres dama · f3 blanques cavall · g3 negres cavall · a2 blanques peó · b2 blanques peó · d2 blanques cavall · h2 blanques peó · a1 blanques torre · d1 blanques dama · e1 blanques rei · f1 blanques alfil · h1 blanques torre | a8 negres torre · c8 negres alfil · e8 negres rei · h8 negres torre · a7 negres peó · b7 negres peó · c7 negres peó · d7 negres peó · f7 negres peó · g7 negres peó · h7 negres peó · d5 blanques peó · e5 blanques peó · f4 negres cavall · h4 negres dama · f3 blanques cavall · g3 negres cavall · a2 blanques peó · b2 blanques peó · d2 blanques cavall · h2 blanques peó · a1 blanques torre · d1 blanques dama · e1 blanques rei · f1 blanques alfil · h1 blanques torre | 2 |
| 1 | a8 negres torre · c8 negres alfil · e8 negres rei · h8 negres torre · a7 negres peó · b7 negres peó · c7 negres peó · d7 negres peó · f7 negres peó · g7 negres peó · h7 negres peó · d5 blanques peó · e5 blanques peó · f4 negres cavall · h4 negres dama · f3 blanques cavall · g3 negres cavall · a2 blanques peó · b2 blanques peó · d2 blanques cavall · h2 blanques peó · a1 blanques torre · d1 blanques dama · e1 blanques rei · f1 blanques alfil · h1 blanques torre | a8 negres torre · c8 negres alfil · e8 negres rei · h8 negres torre · a7 negres peó · b7 negres peó · c7 negres peó · d7 negres peó · f7 negres peó · g7 negres peó · h7 negres peó · d5 blanques peó · e5 blanques peó · f4 negres cavall · h4 negres dama · f3 blanques cavall · g3 negres cavall · a2 blanques peó · b2 blanques peó · d2 blanques cavall · h2 blanques peó · a1 blanques torre · d1 blanques dama · e1 blanques rei · f1 blanques alfil · h1 blanques torre | a8 negres torre · c8 negres alfil · e8 negres rei · h8 negres torre · a7 negres peó · b7 negres peó · c7 negres peó · d7 negres peó · f7 negres peó · g7 negres peó · h7 negres peó · d5 blanques peó · e5 blanques peó · f4 negres cavall · h4 negres dama · f3 blanques cavall · g3 negres cavall · a2 blanques peó · b2 blanques peó · d2 blanques cavall · h2 blanques peó · a1 blanques torre · d1 blanques dama · e1 blanques rei · f1 blanques alfil · h1 blanques torre | a8 negres torre · c8 negres alfil · e8 negres rei · h8 negres torre · a7 negres peó · b7 negres peó · c7 negres peó · d7 negres peó · f7 negres peó · g7 negres peó · h7 negres peó · d5 blanques peó · e5 blanques peó · f4 negres cavall · h4 negres dama · f3 blanques cavall · g3 negres cavall · a2 blanques peó · b2 blanques peó · d2 blanques cavall · h2 blanques peó · a1 blanques torre · d1 blanques dama · e1 blanques rei · f1 blanques alfil · h1 blanques torre | a8 negres torre · c8 negres alfil · e8 negres rei · h8 negres torre · a7 negres peó · b7 negres peó · c7 negres peó · d7 negres peó · f7 negres peó · g7 negres peó · h7 negres peó · d5 blanques peó · e5 blanques peó · f4 negres cavall · h4 negres dama · f3 blanques cavall · g3 negres cavall · a2 blanques peó · b2 blanques peó · d2 blanques cavall · h2 blanques peó · a1 blanques torre · d1 blanques dama · e1 blanques rei · f1 blanques alfil · h1 blanques torre | a8 negres torre · c8 negres alfil · e8 negres rei · h8 negres torre · a7 negres peó · b7 negres peó · c7 negres peó · d7 negres peó · f7 negres peó · g7 negres peó · h7 negres peó · d5 blanques peó · e5 blanques peó · f4 negres cavall · h4 negres dama · f3 blanques cavall · g3 negres cavall · a2 blanques peó · b2 blanques peó · d2 blanques cavall · h2 blanques peó · a1 blanques torre · d1 blanques dama · e1 blanques rei · f1 blanques alfil · h1 blanques torre | a8 negres torre · c8 negres alfil · e8 negres rei · h8 negres torre · a7 negres peó · b7 negres peó · c7 negres peó · d7 negres peó · f7 negres peó · g7 negres peó · h7 negres peó · d5 blanques peó · e5 blanques peó · f4 negres cavall · h4 negres dama · f3 blanques cavall · g3 negres cavall · a2 blanques peó · b2 blanques peó · d2 blanques cavall · h2 blanques peó · a1 blanques torre · d1 blanques dama · e1 blanques rei · f1 blanques alfil · h1 blanques torre | a8 negres torre · c8 negres alfil · e8 negres rei · h8 negres torre · a7 negres peó · b7 negres peó · c7 negres peó · d7 negres peó · f7 negres peó · g7 negres peó · h7 negres peó · d5 blanques peó · e5 blanques peó · f4 negres cavall · h4 negres dama · f3 blanques cavall · g3 negres cavall · a2 blanques peó · b2 blanques peó · d2 blanques cavall · h2 blanques peó · a1 blanques torre · d1 blanques dama · e1 blanques rei · f1 blanques alfil · h1 blanques torre | 1 |
|   | a | b | c | d | e | f | g | h |   |

Aquest ambiciós moviment és jugable, però es veu molt rarament. Les negres normalment responen 3...Ce5. Llavors, després de 4.e4 (convidant a 4...Nxe4?? 5.Dd4 guanyant un cavall), les negres contraataquen al centre amb 4...Cg6 5.f4 e5 com a la partida originària de la línia, Sämisch-Torre, Moscou 1925. De tota manera, Orlov considera inferiors els quart i cinquè moviments de Torre. Tant ell com Palliser recomanen, en canvi, 4...e6, després de la qual el joc es torna extremadament agut. Per exemple, Elburg-Simmelink, correspondència 1999 continuà 5.f4 Cg6 6.Ad3 exd5 7.e5?! Ce4 8.cxd5 Dh4+ 9.g3 Ab4+! 10.Ad2? (és millor 10.Cc3! Cxc3! 11.bxc3 Axc3+ 12.Ad2 Axd2+ 13.Dxd2 De7 14.Cf3 d6 15.Ab5+! Rf8 16.Dc3 amb algunes possibilitats pràctiques pel peó sacrificat). Cxg3 11.Cf3 (vegeu el diagrama de l'esquerra) Cxf4! 12.Af1! (12.Cxh4?? Cxd3#!; 12.Axb4? Cxd3+ 13.Dxd3 Dxb4+ és sense esperança per les blanques. Axd2+ 13.Cbxd2 (vegeu el diagrama de la dreta; 13.Dxd2? Cxf1+ 14.Cxh4 Cxd2 és guanyador per les negres.) Dh3! 14.Tg1 (les blanques no poden capturar cap de les dues peces penjades de les negres: 14.Axh3 Cd3#; 14.hxg3 Dxg3#. Tampoc 14.Cg5 Dg2! és millor en absolut.) Cxf1 deixà les negres amb dos peons d'avantatge.